# Fabrice Poullain
Fabrice Poullain (født 27. august 1962 i Alençon, Frankrig) er en tidligere fransk fodboldspiller (midtbane).
Poulain spillede hele sin karriere i hjemlandet, hvor han var tilknyttet Nantes, Paris Saint-Germain, Monaco og Nice. Han var med til at vinde det franske mesterskab med både Nantes og PSG, og spillede i alt gennem karrieren næsten 300 kampe i Ligue 1.
Poulain spillede desuden ti kampe og scorede ét mål for Frankrigs landshold. Hans første landskamp var en VM-kvalifikationskamp mod DDR 11. september 1985, hans sidste et opgør mod Marokko 5. februar 1988.

## Titler
Ligue 1
- 1983 med FC Nantes
- 1986 med Paris Saint-Germain